# Bad Elster
Bad Elster (tyska: [baːt ˈɛlstɐ]
 ( lyssna)) är en tysk stad och kurort i distriktet Vogtlandkreis i förbundslandet Sachsen. Orten ligger vid floden Weisse Elster och gränsar i syd till Tjeckien. Staden har cirka 3 600 invånare.

## Historia
Samhället nämns 1324 för första gången i en urkund som en by tillhörande adelsätten von Neuberg. Under 1630-talet upptäcks att flera vattenkällor i ortens område har läkande egenskaper. 1789 etableras huvudkällan som en fast brunn i sten. I de nybyggda badanläggningar badar gästerna i vattnet och dessutom används jord från myr som befinner sig i regionen för behandlingarna. I november 1865 öppnas järnvägsstationen på sträckan Plauen – Cheb som ligger 2,5 km från ortens centrum. 1875 får orten tillstånd att bära namndelen "Bad". Under tidiga 1900-talet tillkommer nya hotell, teater och andra byggnader för gäster. Efter andra världskriget var Bad Elster länge organiserad som dubbelbad tillsammans med Bad Brambach.

## Bildgalleri

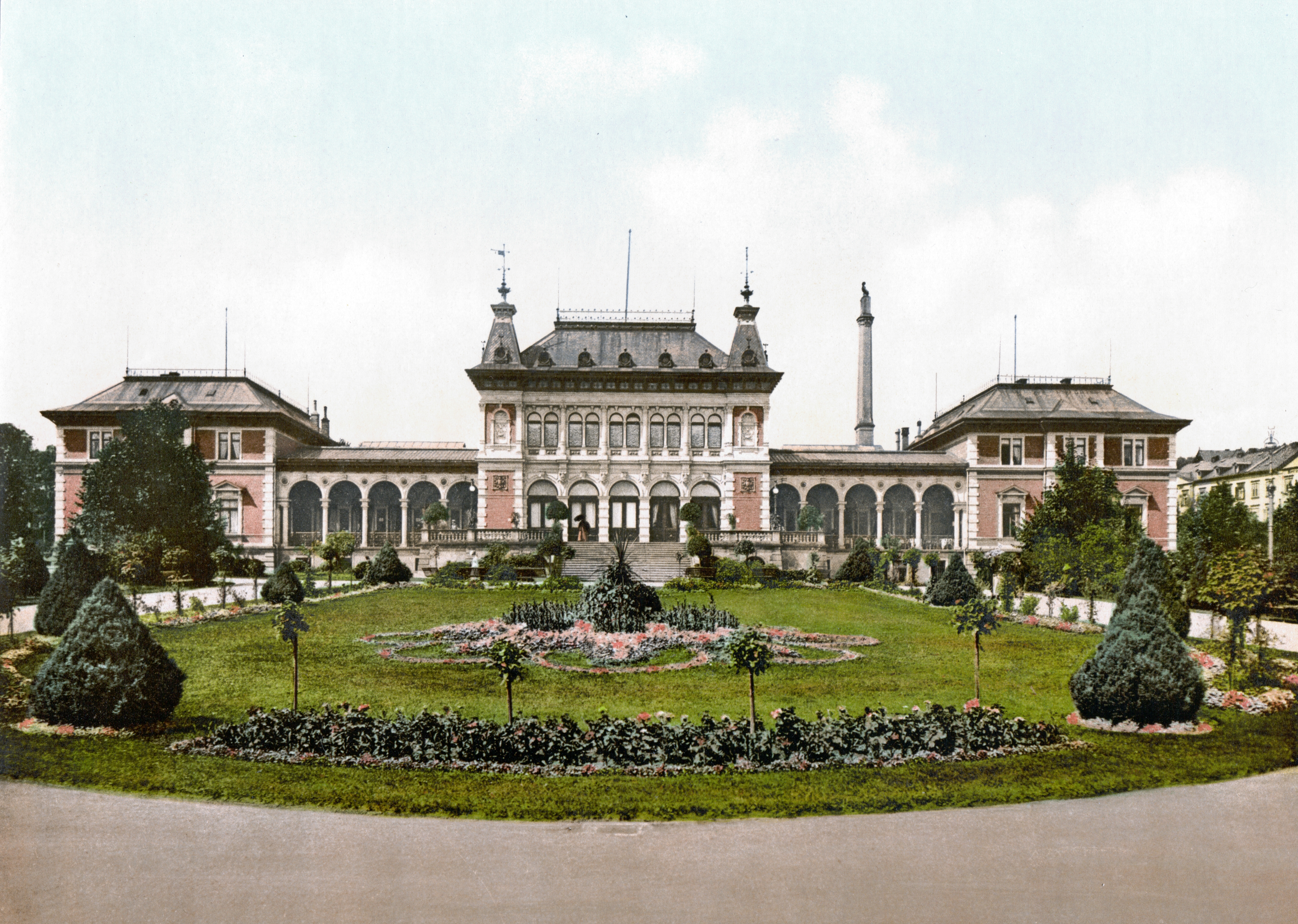
Kurhuset omkring 1900
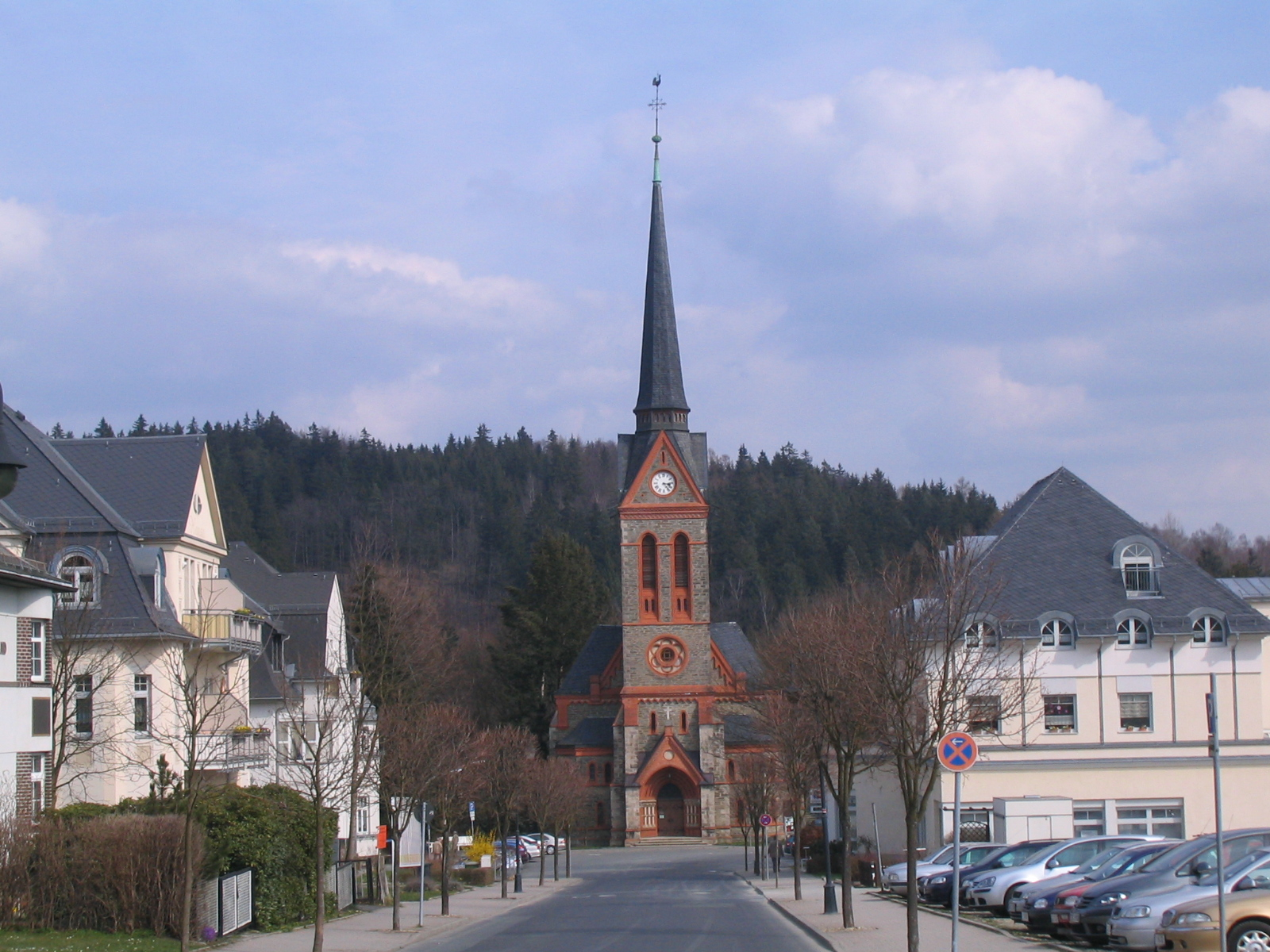
Delar av orten med kyrka
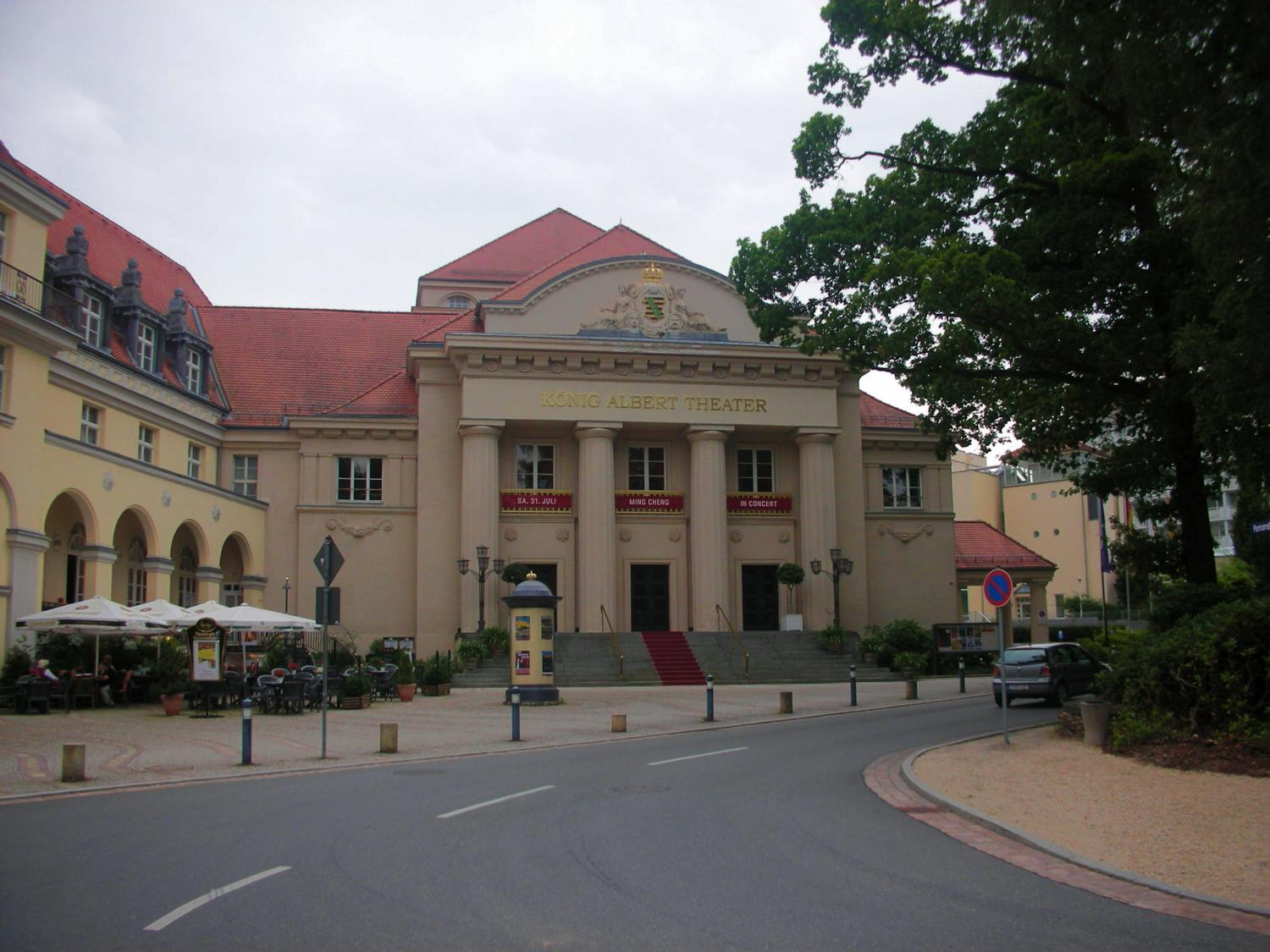
Teater